# روبرت برابر
روبرت برابر (بالهولندية: Robert Braber)‏ (9 نوفمبر 1982 بروتردام في هولندا - ) هو لاعب كرة قدم هولندي في مركز الوسط. لعب مع آر كي سي فالفيك وإنغولشتات 04 وفيلم تو تيلبورغ ونادي إكسلسيور وناك بريدا وهيلموند سبورت.

## روابط خارجية
- روبرت برابر على موقع قاعدة بيانات كرة القدم.إي يو (الإنجليزية)
- روبرت برابر على موقع بيانات كرة القدم. دي إي (الألمانية)
- روبرت برابر على موقع Soccerway.com (الإنجليزية)
- روبرت برابر على موقع عالم كرة القدم.نت (الإنجليزية)